# Brouwerij Jacobs
Brouwerij Jacobs in Mechelen was een bierbrouwerij van lichtere cafébieren.
De brouwerij werd in 1908 opgericht door César Jacobs en Joseph Van Santfliet. In 1913 ging Jacobs alleen verder onder de naam César Jacobs "Brasserie de Winketpoort". In 1936 richtte de brouwerij Café Auwegem op aan de Auwegemstraat te Mechelen.
In 1940 volgde een naamsverandering naar Brouwerij-Mouterij César Jacobs. In het gamma onder meer de Jacobs Pils, de Spalterbrau, de Jacobs Bock Special en de Marvel. Eind jaren vijftig van de 20e eeuw werden de brouwactiviteiten gestopt, en werd het merk opgenomen in het fonds van Brouwerij Lamot.
De brouwerij was gevestigd aan de Guido Gezellelaan in Mechelen en de brouwactiviteiten gebeurden vlakbij, tussen de Plankstraat en de oever van de Dijle.
De privéwoning van de directie was gelegen aan de toenmalige Capucijnenvoer (later Henri Wilsonlaan, nu Koningin Astridlaan). Deze statige privéwoning uit 1938 naar ontwerp van Jos Van Cauwenbergh met art deco elementen bestaat nog steeds.
Bekend in Mechelen zijn twee loodramen, gesitueerd boven de ingang van toenmalige cafés, die reclame maakten voor de Jacobs Bieren. Eén is gesitueerd op de hoek van de Koolstraat in Mechelen met de Nattenhofstraat. Het tweede loodraam bevindt zich op de hoek van de Goswin De Stassartstraat met de Heembeemd. Alhoewel de loodramen in slechte staat zijn werd er in Mechelen geopperd om ze te behouden en beschermen.